# Schmachtenhagen (Nordwestuckermark)
Schmachtenhagen ist ein Wohnplatz der Gemeinde Nordwestuckermark im Landkreis Uckermark in Brandenburg.

## Geographie
Der Ort liegt sieben Kilometer südwestlich von Prenzlau. Die Nachbarorte sind Güstow im Norden, Mühlhof, Prenzlau und Röpersdorf im Nordosten, Louisenthal im Südosten, Sternhagen im Süden, Lindenhagen und Ferdinandshof im Südwesten, Groß Sperrenwalde im Westen sowie Horst im Nordwesten.